# Chilosphex
Chilosphex   (лат.) — род роющих ос (Sphecidae), включающий 2 вида.

## Описание
Осы длиной около 16—22 мм. Гнезда в земле. Ловят прямокрылых.

## Распространение
В Средиземноморских странах и в Юго-Западной Азии, от Испании до Израиля.
В Палеарктике 2 вида, в России 1 вид.

## Систематика
2 вида. Род из трибы Sphecini. Ранее род Chilosphex рассматривался в качестве подрода в составе рода Sphex.
- Chilosphex argyrius  (Brullé, 1833) typus
- Chilosphex pseudargyrius  (Roth, 1967) — Турция